# ザードの伝説2 偽神の領域
『XERD!! ザードの伝説2 偽神の領域』（ザード！！　ザードのでんせつ2 ぎしんのりょういき）は、1993年2月19日にビック東海より発売されたゲームボーイ用のロールプレイングゲーム。
『ザードの伝説』（1991年）の続編であり、前作よりも20年後の未来となっている。今作では舞台となる惑星自体が異星人によって作られた人工惑星であることが明らかになっており、前作になかったSFテイストを追加している。
サードパーティー初の4メガビットロムを採用し、膨大なテキストと音楽、画像に割り当てている。

## ゲーム内容

### システム
コマンド選択式のRPG
十字キー対応のアイコンを選択、決定する方式。
移動システムとキャンプ
ワールドマップ上で移動可能な場所を指定すると、町やダンジョンから次の場所の移動はオートで行われる。一定時間の移動によってフォウス・ポイント（体力）が減少する。
キャンプを張り、レーションを消費するとキャンプ中はフォウス・ポイントは回復する。なお、キャンプ中にもエンカウントが発生する。
キャンプを解除しても、回復速度は遅くなるが暫くの間はフォウス・ポイントは回復する。
キャンプ中に低確率であるが、NPCによる会話が発生することがある。各NPCにまつわる話だったり、特徴的な会話が一つずつ用意されているが、あるNPC同士の組み合わせにだけ専用の会話がある。
組み合わせを仲間にするのも大変だが、会話モードにするのも大変なので、見たことがあるプレイヤーは稀と思われる。
また、ウルスとアニスによるまだクリアしてない必須イベントを話す事もある。
指定された時間までに目的地を目指すイベントもある。
エンカウントでモンスター以外に、商人やNPCが出現することがある。
シティマップ上では、施設や人物を選択すればレスポンスが返るシステムとなっている。
フォウス(魔法)
生まれ持った能力と設定されており、いくら強くなっても新しいものは覚えられず、威力補正値も成長しない。魔法防御力だけは成長する。
フォウスはフォウス・ポイントを消費して使用し、威力レベルで現在のフォウス・ポイントに応じた割合分のフォウスを消費する。消費量に応じて威力が上がる。使用できる威力レベルは各キャラクターによって決まっている。
ステータス
フォウス・ポイントを除いて数値ではなく文章で表示される画期的なもの。
ウルスのステータスは本人評価だが、他のキャラクターはウルスとの相対評価をウルスが語る形となっている。
金とキバ、レーション
敵を倒すと換金するためのアイテム「キバ」が手に入るが、「キバ」の換金は暦による変動相場制である。
販売されるレーションも同様に変動相場制となっている。
暦
このゲームは「日」を意味する「テイ」や「年」を意味する「ヤー」など、時間の単位や方角などがゲーム独自の用語で言い表されている。
漢字が使えないにもかかわらず難しい漢語ばかり選ばれるため、内容が分かりづらいと感じるプレイヤーもいる。
戦闘
「逃げる」に相当するコマンドはないが、前進・後退のコマンドにより敵との座標を離すことで敵から事実上逃げることができる。
セレクトボタンでコマンドを変更でき、必殺技を選択出来る。必殺技は各キャラで決まっていて、必ず有効な技とは限らないものもある。
必殺技は必殺ポイントと言うブラインドパラメーターで管理されていて、戦闘行動を行うたびに加算され、一定値を超えると発動可能となる。
パーティー
主人公とヒロイン以外はNPCであり、任意で仲間に加えることができるが、仲間に加えることを拒否したりパーティがすでに4人いると二度と仲間にできなくなる。NPCは成長しない。パーティー編入時にウルスを基準にフォウス・ポイントがランダムで設定される。
パーティーから外す場合、フォウス・ポイントを0にして戦闘を終了させる。
モンスター
主人公のレベル上昇に応じて敵も強くなるため、育成しても冒険は楽にならない仕様となっている。それでもウルスのレベルを中心に、強弱、同じレベルの3テーブルが設定されていて、それは戦闘の曲で判別できる。
防具も無く、武器もキャラ毎に専用設定であったりして買い替えが出来ない等の特徴があるが、実際は開発メンバーが少なく、調整に時間を費やしたくなかった裏事情があった。
シナリオ
メインイベント以外はフリーシナリオであり、多くのイベントはクリアする必要がないが、世界を旅して人々の文化や生活に触れることが、このゲームのキモなので、キャッチコピーのワンダリングRPGの示すように世界中を彷徨って世界中の人々と話をして欲しい。
また、例えばアディテツリーのイベント等で、先にアディテツリーに行くかどうかでまったく違う結末が用意されていたりする物もある。
担当は人生の一期一会感を表現したかったとの事。

## 登場人物
ウルス（ウルス＝ヴァン＝デ＝コートラント）
今作の主人公。別世界から転送時にトラブルがあり名前以外の殆どの記憶を失い、微かに残った記憶を頼りに世界中を回る旅に出る。元の世界の恰好、ワイシャツにネクタイというウルの人達から見て、相当変わった服装に見える設定は当時のファンタジー一辺倒のＲＰＧ世界観を覆す。
武器のリニアソードは別世界からの持参で、スイッチ等の配置が笑っている顔に見えるため、ニコちゃんの剣のあだ名がある。
また、手動発電機で充電している。
必殺技のどらいざん（怒雷斬）は高威力の全体攻撃。
アニス（アニス＝クイント＝ドレフェス）
今作のヒロイン。主人公の同僚で婚約者。主人公の目的を教えてくれる。何かのアクシデントに巻き込まれたらしく、ウルスとは離れた場所に降り立つこととなった。
必殺技のいのり（祈り）はウルスの完全回復と必殺ポイントをマックスにする。キョム戦で有効に活用したい。
ジョウジ（ジョウジ＝キャスラド）
主人公が記憶を失って以降最初に会った人物。パーティに参加するNPC候補。剣の腕は相当だが、性格は至って不真面目。
勇者のパーティーに参加して一旗揚げようとする。
ジード（ジード＝マドウ＝キーグ）
前作の勇者「ザード」の一人息子。剣の腕を身に付ける為、勇者達と一緒に世界中の旅に出る。20年近く行方不明のままとなっている、自分の祖父と祖母を探す目的も持っている。
ラインフォルト（ラインフォルト＝ラクシー）
ブレズ（勇者）の称号を持つ男。この作品の世界中で彼を知らない者はいないと言っても良いほど名高い人物。世界中で起こっている混乱の原因を探し出し、沈めるようキーグ城の国王代理・ザードから頼まれる。

## 開発
前作担当者が退社、続編製作に当たり、新担当がドラゴンクエストやファイナルファンタジー等のヒロイックファンタジーや光と影云々設定に辟易していた為、主人公が鎧などを纏ったりせずネクタイ姿で戦う設定、職業がサラリーマンだったり正義を持ち合わせたりしない普通の人物である事、中世でない世界等、当時では斬新な新機軸を作り出す事に力を注いでいる。
移動方式等でロマンシングサガ等が引き合いに出されるが、上記の通り、エニックスやスクエアのゲームは全くプレイしていないので、参考にしたわけではなく、寧ろ、ジ・アトラスをイメージしていたとの事。
また、ゴウドのフォウスがあらんことを等のメッセージも、中世的背景からグインサーガの様なと言われるが、Ｅ・Ｅ・スミスのレンズマンのセリフを意識していたとの事である。

## スタッフ
- エグゼクティブ・プロデューサー：かみやいちろう
- プロデューサー：四条いくお
- エグゼクティブ・ディレクター：澤田芳明
- プログラム・ディレクター：DAMENANOYO ISHIHARA
- プログラマー
  - シナリオ管理：TANK
  - バトル：DAMENANOYO ISHIHARA
  - トリップ：ACKEY AKIMOTO、GOZARL YOSHINARI、CINEMA、TANK
- データメーカー：UMEDA PANTSU HAKE、TAKAOKA SUKEBE KAKE、SAKAI SAN、NAKATOGAILE、GOZARL YOSHINARI、AV CLS MATSUSHITA、きどころかずみ
- アート・ディレクター：きどころかずみ
- C・Gディレクター：DOIN
- キャラクター・デザイナー：
  - 原画：ARUMON PLUS（野村十稔）
  - メイン：きどころかずみ
  - サブ：SAKAI SAN、HARADA RIKU SHICHOH、HAHHII NAKAYAMA、NAKATOGAILE
  - モンスター：HARADA RIKU SHICHOH、NAKATOGAILE
- C・Gデザイナー：CINEMA、SAITOH NO TOBINEKO、HAHHII NAKAYAMA、NAKATOGAILE、DOIN
  - マップ：ARUMON PLUS（野村十稔）、HAHHII NAKAYAMA、DOIN
  - トリップ：HAHHII NAKAYAMA
  - バトル：DOIN、NAKATOGAILE、SAKAI SAN、きどころかずみ
- 音楽ディレクター：玉山文人
- 音楽：鈴木ひめ、Thinp.UCHIBORI、玉山文人
- 編曲：玉山文人
- サウンド・ドライバー：RAIKA NO PAPA（菅野ひろと）、HYAKUMANGOKU HAMADA（濱田やすゆき）、玉山文人
- オリジナル・ワーク：WOLF YAMAKI
- シナリオ・ライター：きどころかずみ
- シナリオ・アシスタント：RIKA DEN MIYASHITA、NUMATAROH、WOLF YAMAKI、HIDEKI MATYUMOTO VS
- ゲーム・ディレクター：きどころかずみ

## 評価

### 雑誌媒体での評価
- ゲーム誌『ファミコン通信』の「クロスレビュー」では、6・5・6・5の合計22点（満40点）となっている[2]。

- ゲーム誌『ファミリーコンピュータMagazine』の読者投票による「ゲーム通信簿」での評価は以下の通りとなっており、18.4点（満30点）となっている[3]。

| 項目 | キャラクタ | 音楽 | お買得度 | 操作性 | 熱中度 | オリジナリティ | 総合 |
| 得点 | 3.3        | 3.0  | 2.9      | 3.3    | 3.1    | 2.9            | 18.4 |

### その他の評価
本作は以下の内容から、賛否両論の作品となっている。
- 音楽がPSG３音と思わせない良質な物となっている。単音でエコー効果を出す手法を多用したり、ドラムの音を出すために細かいパラメーター調整を行うなど凝った作りとなっている。
- 曲数も豊富で、終盤で初めて使用される曲があったり、戦闘の曲だけで６曲用意されていたりする。実際、音関連で容量の５分の１を割いている力の入れよう。
- テキストも膨大で、セリフも非常に人間臭いものが多い。容量の４分の１はテキストで埋まっている。

- ヒロインを人質に取られ、悪党と一緒に村人を殺すイベントがあるが、村人を2人殺したところで他人事の様に「やりすぎだ」と言い、悪党に反旗を翻す。その後ヒロインはあっさり救出される。
- 極悪人と戦闘するイベントがあるが、勝ってもその人物には逃げられて終わる。主人公は「納得いかーん!!」と憤慨。
- 放送禁止用語を連発する人物、ラブホテルを連想させる隠しイベント、幼女を誘拐する変態オヤジと戦闘する「負けイベント」など、卑猥な要素がある。
- ラブホテルの名称、ホテルニューコシガヤと言う名前はスネークマンショーのネタからで、イベント自体は前作の『ザードの伝説』でメッセージを作成していた担当が、結婚式のイベント作成時にネタに詰まり席を離れた隙に同僚に勝手に入力されていたものを保存、転用したものである。
- 「なんかのたま」という使うと変な効果音と共に「しかしべんじょのたまだった…」という意味不明のメッセージを流すアイテムなど、不可解なアイテムがある。これは軟化の玉というアイテムと思わせ、平仮名読みの特性を利用して、実は何かの玉、便所の芳香ボールだったというギャグアイテムである。
- 楽屋ネタ、メタ発言、ラスボスがシナリオライターや主人公にしか理解できないような未出の設定や人物について話す。
- 良く理解すれば、ジオットという別世界の人物が異変を仕組んだ犯人である事が解る。  惑星ウルでの人類進化実験『プロジェクトマハラタ』を破綻させようとした。ウルの世界に於いては世界の危機だが、実際は業務妨害だったということである。おそらく、ウルスの勤務する会社のライバル的別部署かつ上層部の裏切り者と読み取れる。  ファンタジーＲＰＧと思えない当時では攻撃的な設定である。
- 戦闘では近くにいる敵を大きく表示して距離感を演出しているが、距離別にドット絵を用意しているのではないのでモザイクのような汚い見栄えになる[1]。担当曰く、拡大縮小処理を試してみたかったとのことである。実際、モンスターのグラフィックデータに容量を割くより、写真取り込み背景や、使い回しと揶揄されるが、会話用の顔データ、トリップモードのスクロール用背景データに使用したいため、１２８キャラ（８＊８ドット＝１キャラ）程度で作画、クリーチャーに見えるようにデータを組み合わせて作成している。